# Омравож (приток Верхней Омры)
Омравож — река в России, протекает в Сосногорском и Троицко-Печорском районах Республики Коми. Устье реки находится в 7 км по правому берегу реки Верхняя Омра. Длина реки составляет 12 км.
Исток реки в болотах в 5 км к западу от деревни Верхняя Омра. Река течёт на юго-восток, всё течение проходит по заболоченному таёжному лесу. В среднем течении пересекает ж/д линию Сосногорск — Троицко-Печорск. Перед устьем перетекает из Сосногорского в Троицко-Печорский район. Впадает в Верхнюю Омру в урочище Пуканъёль.

## Данные водного реестра
По данным государственного водного реестра России относится к Двинско-Печорскому бассейновому округу, водохозяйственный участок реки — Печора от истока до водомерного поста у посёлка Шердино, речной подбассейн реки — Бассейны притоков Печоры до впадения Усы. Речной бассейн реки — Печора.
По данным геоинформационной системы водохозяйственного районирования территории РФ, подготовленной Федеральным агентством водных ресурсов:
- Код водного объекта в государственном водном реестре — 03050100112103000060146
- Код по гидрологической изученности (ГИ) — 103006014
- Код бассейна — 03.05.01.001
- Номер тома по ГИ — 03
- Выпуск по ГИ — 0